# Galumna tarsipennata
Galumna tarsipennata är en kvalsterart som beskrevs av Oudemans 1914. Galumna tarsipennata ingår i släktet Galumna och familjen Galumnidae. Inga underarter finns listade i Catalogue of Life.